# Eucamerotus foxi
Eucamerotus foxi es la única especie conocida del género extinto  Eucamerotus  (gr. “buena cámara”) de dinosaurio saurópodo braquiosáurido, que vivió a principios del período Cretácico, hace aproximadamente 130 millones de años, en el Barremiense, en lo que hoy es Europa.

## Descripción
Eucamerotus es un saurópodo de pequeño tamaño, solo tenía 15 metros de largo. Poseía largas patas delanteras comparadas con las traseras, siendo herbívoro y cuadrúpedo. Las vértebras tienen cavidades laterales profundas, espacios pleurales, que se colocan en la parte frontal en el lado, ya que son las más anchas y estrechas hacia la parte posterior. Sólo dejan una cresta delgada en la parte inferior. Los centros vertebrales son anchos y redondeados con un fondo plano. Son fuertemente opisthocoelicas, convexas desde el frente y huecos desde la parte posterior. El arco vertebral es alto con grandes huecos delanteros y traseros en la parte superior. El mandril y los salientes laterales están provistos de un gran número de rebordes de patas. El mandril tiene una parte superior ampliada.

## Descubrimiento e investigación
Los restos de E. foxi provienen le la Formación Wessex de Wealden, en la Isla de Wight, al sur de Inglaterra. Es conocido por una vértebra y un esqueleto parcial referido, aunque esto no es aceptado por todos los investigadores. Es uno de los muchos saurópodos parte del complicado sistema taxonómico, Ornithopsis-Pelorosaurus, de restos fragmentarios del Jurásico Superior-Cretácico Inferior de Europa.
En 1871, John Whitaker Hulke nombró y describió seis vértebras en la Bahía de Brighstone en Wight por William D. Fox como el género Eucamerotus. Hulke no dio otra indicación. Nombró al género a partir de varias vértebras dorsales parciales holotipo BMNH R2522, un arco neural, y paratipos BMNH R89, dos vértebras dorsales, BMNH R90. dos vértebras dorsales, y BMNH R2524, una vértebra dorsal de un ejemplar juvenil. El nombre del género es una contracción del griego eu , "bueno", y del neolatino "camerotus" "de la función", en referencia a la "belleza única de la bóveda a la entrada del canal espinal." En 1880 se refirió a otras vértebras. Todos los hallazgos fueron posteriores, también por el propio Hulke, referidos a otros taxones, como Ornithopsis hulkei, Bothriospondylus magnus, idéntico a Chondrosteosaurus magnus  y Pelorosaurus. Hulke nunca asigno un holotipo y usó el nombre de la familia más tarde como la designación genérica de Eucamerotus-Ornithopsis a BMNH 28362. Hulke encontró su nombre, por cierto, mucho mejor que Chondrosteosaurus o Ornithopis porque "se basan en consideraciones teóricas, mientras que Eucamerotus se basa en los hechos". Seeley había acuñado Ornithopis, "ojo de pájaro", como una referencia a un parentesco con los pájaros y Robert Owen Chondrosteosaurus para negar esa relación.
Después de que el nombre hubiera caído completamente en desuso durante mucho tiempo, William Blows lo resucitó en 1995 al nombrar el tipo Eucamerotus foxi, originalmente llamado foxii, en honor a William D. Fox . Blows también indicó un holotipo, BMNH R2522, un arco vertebral, y más como paratipos BMNH R89, dos vértebras, BMNH R90, también dos vértebras y BMNH R2524, una vértebra de un animal joven. Además fueron asignados, BMNH R91, tres vértebras; BMNH R2523, tres vértebras parciales, BMNH R406, parte frontal de un centro espinal, BMNH R708, un centro espinal, BMNH R94, piezas de vértebra parciales, MIWG 5314, un centro espinal de un animal joven, MIGW 5125, la parte frontal de un centro espinal. Blows también asignó un esqueleto parcial a la especie, MIWG-BP001. Esta copia más completa, el llamado Saurópodo de Barnes, fue el motivo importante para revivir el nombre, pero su identidad con Eucamerotus, ha sido muy controvertida, también porque nunca se ha descrito. Este último punto no es aceptado por todos los paleontólogos,

## Clasificación
Henri-Émile Sauvage asignó la especie por primera vez a la Sauropoda en 1882. Alfred von Zittel refinó eso en 1911 a Morosauridae.  Naish & Martill en 2001 sugieren que es un Brachiosauridae nomen dubium, ya que no encontraron características distintivas que los convenzan. Upchurch et al., en 2004, lo considera un saurópodo dudoso. Santucci & Bertini, en 2005, sin embargo, sugieren que es un Titanosauria. Darren Naish, en julio de 2006, lo considera un Brachiosauridae. 